# Craugastor vulcani
Craugastor vulcani är en groddjursart som först beskrevs av Shannon och John E. Werler 1955.  Craugastor vulcani ingår i släktet Craugastor och familjen Craugastoridae. IUCN kategoriserar arten globalt som starkt hotad. Inga underarter finns listade i Catalogue of Life.